# Gyrista
A Gyrista a sárgásmoszatok törzse 3 különböző csoporttal, ezek a nagyrészt fotoszintetikus Ochrophyta, a parazita Pseudofungi és az 1998-ban leírt Bigyromonada. A törzs tagjai hélixszel vagy kettős hélix-gyűrű rendszerrel rendelkeznek a csilló átmeneti részében.

## Genetika
Craig 2023-ban a Phaeophyceae, Chrysophyceae, Dictyochophyceae és Pelagophyceae családokban fedezett fel replitronokat, akárcsak a Bigyra Labyrinthulea kládjának két fajában, de ez utóbbiak nem voltak konszenzusos szekvenciák, melyek több példányban előfordultak.

## Rendszertan

### Taxonómiai történet
A Gyristát Thomas Cavalier-Smith protisztológus írta le A revised six-kingdom system of life című művében, eredetileg két törzsből (az algákat tartalmazó Ochrophytából és a Pseudofungiból, az Opalineából és Bigyromonadából álló Bigyrából) álló főtörzsként írta le. Később a Bigyrát módosították, így az Opalineát, a Bicosoecidát és a Labyrinthulomycetest is tartalmazta, míg az Ochrophyta, a Pseudofungi és a Bigyromonada a Gyristában maradtak.

### Molekuláris filogenetika
A Gyristát 2017-ben a Sagenistát és az Opalozoát tartalmazó Bigyra testvércsoportjaként írták le. E két csoport közösen alkotja a Stramenopila, más néven Heterokonta főtörzset:
| Opalozoa | \| \| Placidozoa \| \| \| \| \| \| Bikosia \| \| \| \| |
|          | \| \| Placidozoa \| \| \| \| \| \| Bikosia \| \| \| \| |
|          | Sagenista                                              |
|          |                                                        |
|          | Placidozoa                                             |
|          |                                                        |
|          | Bikosia                                                |
|          |                                                        |

|  | Placidozoa |
|  |            |
|  | Bikosia    |
|  |            |

|            | Pseudofungi                                              |
|            |                                                          |
|            | Bigyromonada                                             |
|            |                                                          |
| Ochrophyta | \| \| Chrysista \| \| \| \| \| \| Diatomista \| \| \| \| |
|            | \| \| Chrysista \| \| \| \| \| \| Diatomista \| \| \| \| |
|            | Chrysista                                                |
|            |                                                          |
|            | Diatomista                                               |
|            |                                                          |

|  | Chrysista  |
|  |            |
|  | Diatomista |
|  |            |

| Opalozoa | \| \| Placidozoa \| \| \| \| \| \| Bikosia \| \| \| \| |
|          | \| \| Placidozoa \| \| \| \| \| \| Bikosia \| \| \| \| |
|          | Sagenista                                              |
|          |                                                        |
|          | Placidozoa                                             |
|          |                                                        |
|          | Bikosia                                                |
|          |                                                        |

|  | Placidozoa |
|  |            |
|  | Bikosia    |
|  |            |

|            | Pseudofungi                                              |
|            |                                                          |
|            | Bigyromonada                                             |
|            |                                                          |
| Ochrophyta | \| \| Chrysista \| \| \| \| \| \| Diatomista \| \| \| \| |
|            | \| \| Chrysista \| \| \| \| \| \| Diatomista \| \| \| \| |
|            | Chrysista                                                |
|            |                                                          |
|            | Diatomista                                               |
|            |                                                          |

|  | Chrysista  |
|  |            |
|  | Diatomista |
|  |            |

Egy 2022-es filogenetikai elemzés szerint a Bigyromonada a Pseudofungi monofiletikus testvércsoportja, a Bigyra parafiletikus:
| Bigyromonada | \| \| Developea \| \| \| \| \| \| Pirsonea \| \| \| \| |
|              | \| \| Developea \| \| \| \| \| \| Pirsonea \| \| \| \| |
|              | Pseudofungi                                            |
|              |                                                        |
|              | Developea                                              |
|              |                                                        |
|              | Pirsonea                                               |
|              |                                                        |

|  | Developea |
|  |           |
|  | Pirsonea  |
|  |           |

| Bigyromonada | \| \| Developea \| \| \| \| \| \| Pirsonea \| \| \| \| |
|              | \| \| Developea \| \| \| \| \| \| Pirsonea \| \| \| \| |
|              | Pseudofungi                                            |
|              |                                                        |
|              | Developea                                              |
|              |                                                        |
|              | Pirsonea                                               |
|              |                                                        |

|  | Developea |
|  |           |
|  | Pirsonea  |
|  |           |

| Bigyromonada | \| \| Developea \| \| \| \| \| \| Pirsonea \| \| \| \| |
|              | \| \| Developea \| \| \| \| \| \| Pirsonea \| \| \| \| |
|              | Pseudofungi                                            |
|              |                                                        |
|              | Developea                                              |
|              |                                                        |
|              | Pirsonea                                               |
|              |                                                        |

|  | Developea |
|  |           |
|  | Pirsonea  |
|  |           |

| Bigyromonada | \| \| Developea \| \| \| \| \| \| Pirsonea \| \| \| \| |
|              | \| \| Developea \| \| \| \| \| \| Pirsonea \| \| \| \| |
|              | Pseudofungi                                            |
|              |                                                        |
|              | Developea                                              |
|              |                                                        |
|              | Pirsonea                                               |
|              |                                                        |

|  | Developea |
|  |           |
|  | Pirsonea  |
|  |           |

| Bigyromonada | \| \| Developea \| \| \| \| \| \| Pirsonea \| \| \| \| |
|              | \| \| Developea \| \| \| \| \| \| Pirsonea \| \| \| \| |
|              | Pseudofungi                                            |
|              |                                                        |
|              | Developea                                              |
|              |                                                        |
|              | Pirsonea                                               |
|              |                                                        |

|  | Developea |
|  |           |
|  | Pirsonea  |
|  |           |

| Bigyromonada | \| \| Developea \| \| \| \| \| \| Pirsonea \| \| \| \| |
|              | \| \| Developea \| \| \| \| \| \| Pirsonea \| \| \| \| |
|              | Pseudofungi                                            |
|              |                                                        |
|              | Developea                                              |
|              |                                                        |
|              | Pirsonea                                               |
|              |                                                        |

|  | Developea |
|  |           |
|  | Pirsonea  |
|  |           |

| Bigyromonada | \| \| Developea \| \| \| \| \| \| Pirsonea \| \| \| \| |
|              | \| \| Developea \| \| \| \| \| \| Pirsonea \| \| \| \| |
|              | Pseudofungi                                            |
|              |                                                        |
|              | Developea                                              |
|              |                                                        |
|              | Pirsonea                                               |
|              |                                                        |

|  | Developea |
|  |           |
|  | Pirsonea  |
|  |           |

| Bigyromonada | \| \| Developea \| \| \| \| \| \| Pirsonea \| \| \| \| |
|              | \| \| Developea \| \| \| \| \| \| Pirsonea \| \| \| \| |
|              | Pseudofungi                                            |
|              |                                                        |
|              | Developea                                              |
|              |                                                        |
|              | Pirsonea                                               |
|              |                                                        |

|  | Developea |
|  |           |
|  | Pirsonea  |
|  |           |

## Besorolás
A 2018-as felosztása a következő az Ochrophyta 2020-ban és 2021-ben leírt új osztályaival együtt:
- Subphylum Bigyromonada (Cavalier-Smith 1998)
  - Classis Developea (Aleoshin et al. ex Cavalier-Smith 2017) [=Bigyromonadea (Cavalier-Smith 1997)]
  - Classis Pirsonea (Cavalier-Smith 2017)[2]
- Subphylum Pseudofungi (Cavalier-Smith 1986) [=Heterokontimycotina (M.W. Dick 1976)]
  - Classis Hyphochytrea (Cavalier-Smith 1986) [=Hyphochytriomycota (Whittaker 1969)]
  - Classis Oomycetes (Winter in Rabenhorst 1879) [=Oomycota (Arx 1967); Peronosporomycetes (M.W. Dick 2001)]
- Subphylum Ochrophytina (Cavalier-Smith 1995) [=Heterokontophyta (van den Hoek et al. 1978); Stramenochromes (Leipe et al. 1994)]
  - Infraphylum Chrysista (Cavalier-Smith 1991)
    - Superclassis Limnistia (Cavalier-Smith 1996 emend. 2006)
      - Classis Eustigmatophyceae (Hibberd et Leedale (1971))
      - Classis Chrysomonadea (Saville-Kent 1881 stat. nov. Pascher 1910 emend. Cavalier-Smith 2017) [=Chrysophyceae (Pascher 1914)]
      - Classis Picophagea (Cavalier-Smith 2006 emend. 2017) [=Synchromophyceae (Horn et al. 2007)]

    - Superclassis Raphidoistia (Cavalier-Smith 1986 orth. mut. 2006)
      - Classis Raphidomonadea (Chadefaud ex Silva 1980)
        - Subclassis Raphidophycidae (Cavalier-Smith 2013)
        - Subclassis Raphopoda (Cavalier-Smith 2013)

    - Superclassis Fucistia (Cavalier-Smith 1995)
      - Classis Aurophyceae (Cavalier-Smith 2013)
        - Subclassis Aurearenophycidae (Kai Yoshii Nakayama et Inouye 2008 (Aurearenophyceaeként)[9] stat. nov. Cavalier-Smith 2013)[10]
        - Subclassis Phaeothamniophycidae (Andersen et Bailey 1998 (Phaeothamniophyceaeként) stat. nov. Cavalier-Smith 2006)

      - Classis Chrysomerophyceae (Cavalier-Smith 1995)
      - Classis Chrysoparadoxophyceae (Wetherbee et al. 2019)
      - Classis Phaeosacciophyceae (R.A.Andersen L.Graf et H.S.Yoon 2020)[7]
      - Classis Schizocladiophyceae (Henry Okuda et Kawai 2003)
      - Classis Phaeophyceae (Kjellman 1891) [=Fucophyceae (Warming 1884); Melanophyceae (Rabenhorst 1863)]
        - Subclassis Discosporangiophycidae
        - Subclassis Ishigeophycidae (Silberfeld F. Rousseau et Reviers 2014)[11]
        - Subclassis Dictyotophycidae (Silberfeld F. Rousseau et Reviers 2014)[11]
        - Subclassis Fucophycidae (Cavalier-Smith 1986)

      - Classis Xanthophyceae (Allorge ex Fritsch 1935) [=Tribophyceae (Hibberd 1981);[12] Heterokontae (Luther 1899)]

  - Infraphylum Diatomista (Derelle et al. ex Cavalier-Smith 2017)
    - Superclassis Hypogyrista (Cavalier-Smith 1995 stat. nov. 2006)
      - Classis Dictyochophyceae (Silva 1980) [=Dictyochia (Haeckel 1894); Alophycidae (Cavalier-Smith 2006)]
        - Subclassis Pedinellia (Cavalier-Smith 1986 stat. nov. 2017) [=Actinochrysophyceae (Cavalier-Smith 1995); Axodines]
        - Subclassis Pelagophycidae (Andersen et Saunders 1993 (Pelagophyceaeként) ex Cavalier-Smith 2006)
        - ?Subclassis Sulcophycidae (Cavalier-Smith 2013) – ?Sulcochrysis[* 1]

      - Classis Pinguiophyceae (Kawachi et al. 2002)

    - Superclassis Khakista (Cavalier-Smith 2000 stat. nov. 2017)
      - Classis Bolidophyceae
      - Classis Diatomeae [=Bacillariophyceae]
        - Subclassis Corethrophycidae (Round et Crawford 1990)
        - Subclassis Rhizosoleniophycidae (Round et Crawford 1990)
        - Subclassis Eucentricophycidae (Cavalier-Smith 2000)
        - Subclassis Bacillariophycidae [=Pennatia (Pennatia Schütt 1896); =Pennatophycidae]

  - Ochrophytina incertae sedis
    - Classis Olisthodiscophyceae (Barcytė Eikrem et M. Eliáš 2021)[8]

## Vírusok
A Narnaviridae családba tartozik a Phytophthora infestans növénykártevőt fertőző PiRV-4, mely a ScNV-20S és az ScNV-23S közeli rokona. Ez az első nem gombában felfedezett narnavírus.

## Fordítás
Ez a szócikk részben vagy egészben  a   Gyrista című angol Wikipédia-szócikk ezen változatának fordításán alapul.  Az eredeti cikk szerkesztőit annak laptörténete sorolja fel. Ez a jelzés csupán a megfogalmazás eredetét és a szerzői jogokat jelzi, nem szolgál a cikkben szereplő információk forrásmegjelöléseként.